# Ружа, Магди
Магдольна (Магди) Ружа (серб. Магдолна (Магди) Ружа, венг. Magdolna (Magdi) Rúzsa; род. 28 ноября 1985, Врбас, САК Воеводина) — венгерская певица, выигравшая звание Megasztár венгерской версии программы «Народный Артист» в 2006 году. Как победитель в категории «Новичок года» в проекте Fonogram Hungarian Music Awards в 2007 году, она представляла Венгрию на соревновании Евровидение-2007 в Хельсинки, Финляндия. Магди заняла девятое место с 128 очками.

## Личная жизнь
В феврале 2022 года родила тройню, 2 мальчика и 1 девочку.

## Дискография

### Альбомы
| Информация |
| --- |
| A döntőkben elhangzott dalok - Дата выхода: 6 июня, 2006 - Позиция в чартах: #1 Венгрия - Статус в Венгрии: 3x платиновый - Продажи в Венгрии: 70.000+ - Синглы: - Most élsz (#2 Венгрия) |
| Ördögi angyal (Дьявольский Ангел) - Дата выхода: 20 ноября 2006 - Позиция в чартах: #1 Венгрия - Статус в Венгрии: 2x платиновый - Продажи в Венгрии: 36.000+ - Синглы: - Unsubstantial Blues / Aprócska blues (#9 Венгрия, #59 Швеция) - Hip-Hop (#6 Венгрия) - Vigyázz a madárra (#9 Венгрия) |
| Kapcsolat koncert - Дата выхода: 1 ноября 2007 - Позиция в чартах: #7 Венгрия - Статус в Венгрии: 1x платиновый - Продажи в Венгрии: 15.000+ - Синглы: - Vigyázz a madárra (#9 Венгрия) |
| Iránytű (Kомпас) - Дата выхода: 5 ноября 2008 - Позиция в чартах: #2 Венгрия - Статус в Венгрии: 1x золотой - Продажи в Венгрии: 7.500+ - Синглы: - Rövid utazás |
| Magdaléna Rúzsa - Дата выхода: 28 ноября 2011 - Позиция в чартах: #2 Венгрия - Статус в Венгрии: 1x платиновый - Продажи в Венгрии: 5.000+ - Синглы: - Gabriel (#10 Венгрия) |
| Tizenegy - Дата выхода: 11 ноября 2012 - Позиция в чартах: #4 Венгрия - Статус в Венгрии: 1x платиновый - Продажи в Венгрии: 4.000+ - Синглы: - Tárd ki a szíved (#37 Венгрия) - Ná-ná-ná (30 Венгрия)                                                                                          |